# Стід Боннет
Стід Боннет (англ. Stede Bonnet; 1688  — 10 грудня 1718) — англійський пірат з острова Барбадос початку XVIII століття, також відомий як Пірат-Джентльмен через те, що до початку піратської кар'єри він був досить заможним і успішним землевласником. Боннет народився в заможній англійській родині на острові Барбадос і після смерті батька в 1694 році успадкував сімейний маєток. Незважаючи на відсутність у нього жодного досвіду мореплавства, взимку 1716 або навесні 1717 року Боннет вирішив звернутися до піратства. Він замовив будівництво вітрильного судна «Revenge» і найняв за гроші команду, з якою здійснював рейди вздовж Східного узбережжя сучасного США, захоплюючи і грабуючи торгові судна.
У серпні 1718 року Боннет разом із своєю командою був захоплений в полон полковником Вільямом Реттом, який доставив їх в Чарлстон у Південній Каролині на початку жовтня. Боннету вдалось втекти з під арешту, але він був знову захоплений на острові Салліван. Суддя Ніколас Тротт засудив Боннета до страти і 10 грудня 1718 року Боннет був повішений у Чарлстоні.

## Життя до навернення в пірати
Стід Боннет народився в 1688 році і був охрещений 29 липня 1688 року в парафії Крайст-Черч на острові Барбадос. Його батьки, Едвард і Сара Боннет, володіли маєтком площею понад 400 акрів на південний схід від Бріджтауна, який дістався Боннету після смерті його батька в 1694 році. Невідомо, де Боннет отримав освіту, але багато з знайомих з ним людей описували його як книголюба, і суддя Ніколас Тротт при винесенні йому вироку натякнув на ліберальну освіту Боннета. 21 листопада 1709 р. в Бріджтауні Боннет одружився з Мері Алламбі. У них було троє синів — Алламбі (помер у 1715 році), Едвард і Стід, а також дочка Мері. Дітям було менше п'яти років, коли батько покинув їх щоб податись у пірати. Онука Едварда, Енн Томасін Кларк, стала дружиною генерала Роберта Хейнса, який був спікером Асамблеї Барбадосу протягом 36 років.
У «Загальній історії піратів» Чарлз Джонсон писав, що Боннета підштовхнули до піратства поганий характер Мері та «неприємності, які він зазнав у шлюбі». Деталі військової служби Боннета невідомі, але він мав звання майора міліції Барбадосу. Чин, ймовірно, був пов'язаний з його земельними володіннями, оскільки придушення повстань рабів було важливою функцією ополчення. Служба Боннета в міліції збіглася з Війною за іспанську спадщину, але немає жодних записів про те, що він брав участь у будь-яких військових діях.

## Початок кар'єри пірата
Навесні 1717 року Стід Боннет, незважаючи на те, що не мав жодного морського досвіду, вирішив податись у пірати. Він замовив на місцевій верфі на Барбадосі будівництво 60-тонного шлюпа, який він оснастив десятьма гарматами і назвав «Revenge» (Помста). Це було незвичним явищем для піратів, оскільки більшість з них захоплювали свої кораблі шляхом заколоту, абордажу, або шляхом перетворення приватирського судна на піратське. Боннет найняв екіпаж із понад сімдесяти чоловік. Через відсутність досвіду, в питаннях морської справи Боннет покладався на свого квартирмейстера та інших офіцерів і внаслідок цього не користувався достатньою повагою серед власного екіпажу. Ще одним яскравим відхиленням від піратської традиції було те, що Боннет платив своєму екіпажу заробітну плату, а не покладався лише на частку в захопленому майні, як це робили більшість піратів. 
Розвідка Королівського флоту доповіла, що він покинув Карлайл-Бей на Барбадосі під покровом темряви. Перше плавання Боннета привело його до узбережжя Вірджинії, біля входу в Чесапікську затоку, де він захопив і пограбував чотири судна, а також спалив барбадоський корабель «Turbet», щоб той не повідомив про його піратську діяльність на батьківщині. Відтак він відплив на північ до Нью-Йорка, де захопив ще два кораблі і після їх пограбування звільнив полонених на острові Гардінерс. У серпні 1717 року Боннет повернувся до Кароліни, де напав ще на два кораблі - бригантину з Бостона та барбадоський шлюп. Він пограбував бригантину, а наповнений вантажем барбадоський шлюп привів з собою в затоку на узбережжі Північної Кароліни, щоб використати його в якості матеріалу для ремонту та кілювання свого корабля «Revenge». Після того, як складові барбадоського шлюпа були використані для кілювання «Revenge», судно було розібрано на деревину, а залишки спалено. У вересні 1717 року Боннет взяв курс на Нассау, який був сумнозвісним піратським осередком на острові Нью-Провіденс на Багамах. Дорогою на судно Боннета напав іспанський військовий корабель. Хоча «Revenge» був серйозно пошкоджений, сам Боннет поранений, а половина його екіпажу була вбита або поранена під час зіткнення, Боннету все-ж таки вдалось втікти від переслідування. Прибувши до Нассау, Боннет відновив втрати серед свого екіпажу та переобладнав «Revenge», збільшивши озброєння шлюпа до дванадцяти гармат.

## Співпраця з Чорною Бородою

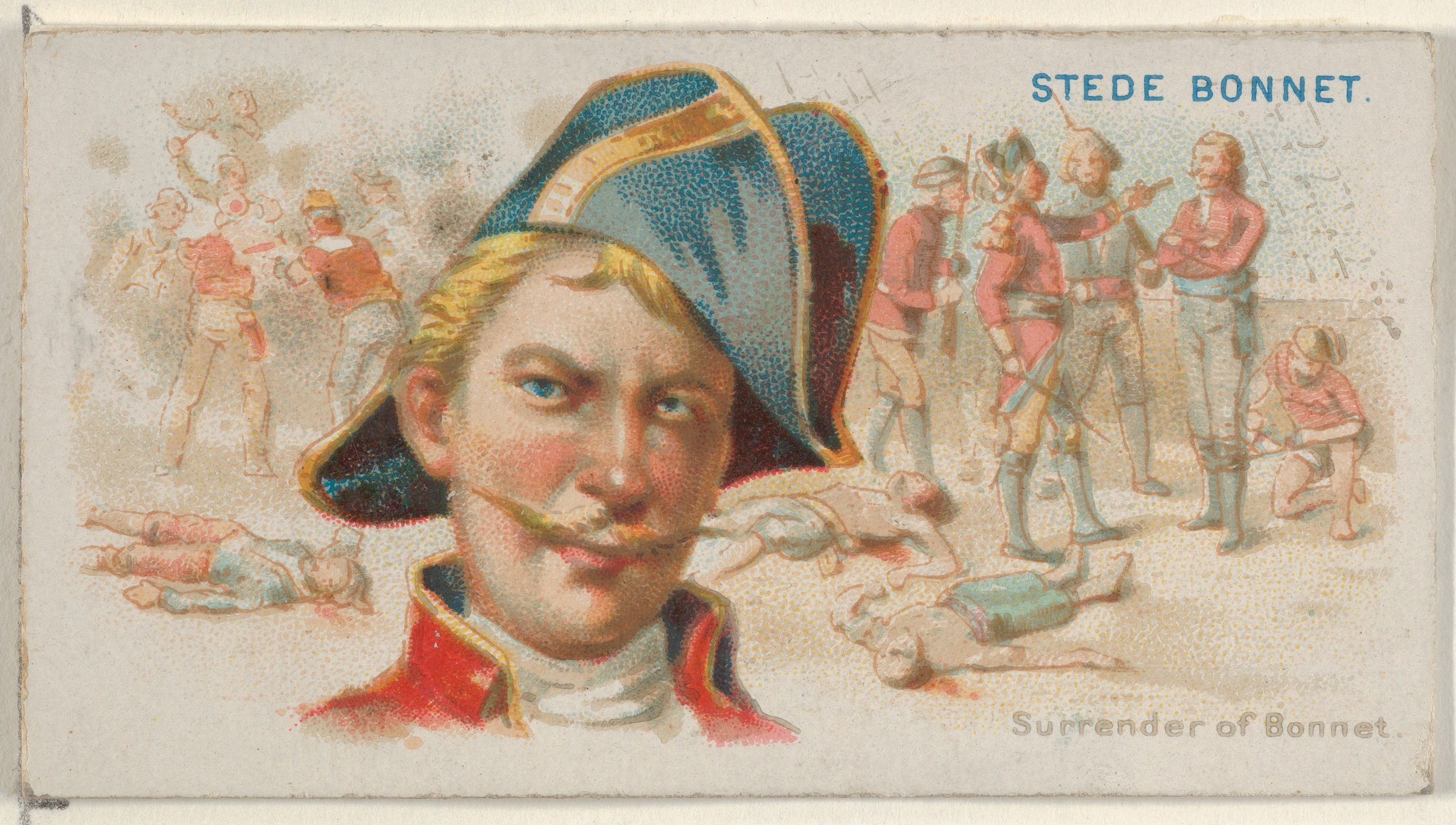
Стід Боннет, арешт Боннета із серії Pirates of the Spanish Main (N19) для сигарет Allen & Ginter MET DP835004

Перебуваючи в Нассау, Боннет вперше зустрів піратських капітанів Бенджаміна Горніголда та Едварда Тіча. Тіч, більш відомий як Чорна Борода, відіграв велику роль у решті життя Боннета. Будучи не в змозі повноцінно керувати судном після поранення, Боннет тимчасово передав командування «Revenge» Чорній Бороді і залишився на борту як гість більш досвідченого піратського капітана. Чорна Борода та Боннет вирушили на північ до затоки Делавер, де пограбували одинадцять кораблів. 29 вересня 1717 року «Revenge» під орудою Чорної Бороди пограбував шлюп «Betty», на якому був вантаж вина з Мадейри. Капітан Кодд, чиє торгове судно було захоплено 12 жовтня, описав, як Боннет ходив по палубі в нічній сорочці, не маючи жодного контролю над судном та все ще хворий через своє поранення. Пізніше «Revenge» захопив і пограбував «Spofford» і «Sea Nymph», які йшли з Філадельфії. 22 жовтня «Revenge» зупинила та пограбувала кораблі «Robert» та «Good Intent».
В листопаді Чорна Борода і Боннет залишили Делаверську затоку і повернулися в Карибське море, де продовжили успішно займатись піратством. 17 листопада майже в 100 милях від острова Мартиніка два піратські кораблі атакували 200-тонний корабель під назвою «Concorde». Лейтенант на борту описав піратські судна як одне з 12 гарматами та екіпажем з 120 чоловік, а інше — з 8 гарматами і екіпажем з 30 чоловік. Екіпаж «Concorde» чинив спротив, але здався після того, як пірати обстріляли їх «двома залпами з гармат і мушкетів». Чорна Борода взяв «Concorde» і поплив на південь до Гренадин, де він перейменував корабель у «Queen Anne's Revenge» (Помста королеви Анни), можливо, в якості образи нового англійського короля Георга I. Десь після 19 грудня Боннет і Чорна Борода розлучилися. Боннет відплив у західну частину Карибського моря. У березні 1718 року біля Гондурасу він зустрів 400-тонне торгове судно «Protestant Caesar». Проте кораблю вдалось утікти від піратів, що викликало серйозне розчарування Боннетом серед його команди. Коли незабаром після цього Боннет знову зустрівся з Чорною Бородою, команда Боннета вирішила змістити його, щоб приєднатися до Чорної Бороди. Чорна Борода призначив замість Боннета командувати «Revenge» свого поплічника на ім'я Річардс. Боннет, ображений тим, що його колега зрадив його, опинився гостем на борту «Queen Anne's Revenge». Боннет зізнався декільком лояльним членам екіпажу, що він готовий залишити своє злочинне життя, якби міг перебратись в Іспанію чи Португалію. Боннет знову повернувся до командування кораблем лише влітку 1718 року.
Під командуванням капітана Річардса «Revenge» захопив ямайський шлюп «Adventure», капітаном якого був Девід Герріот. Геріот приєднався до піратів, і таким чином під орудою Чорної Бороди опинилось вже три кораблі. Боннет супроводжував Чорну Бороду до Південної Кароліни, де вже чотири судна Чорної Бороди заблокували порт Чарлстон наприкінці весни 1718 року. Звідти, в пошуках місця для відпочинку та ремонту своїх суден, Чорна Борода та Боннет попрямували на північ до острова Топсейл, де корабель «Queen Anne's Revenge» сів на мілину і був втрачений. Залишивши інші три судна на острові Топсейл, Чорна Борода та Боннет зійшли на берег і вирушили до Бата, який був столицею Північної Кароліни. Прибувши туди, обидва пірата прийняли помилування від губернатора Чарльза Ідена згідно з "Актом помилування короля Георга" за умови, що вони назавжди відмовляться від піратства. Поки Чорна Борода тихо повернувся на острів Топсейл, Боннет залишився в Баті, щоб отримати «дозвіл» на перевезення «Revenge» до данської карибської колонії Сент-Томас, де він планував купити каперський лист і стати капером, щоб легально здійснювати нападати на Іспанське судноплавство. Врешті Іден надав Боннету цей дозвіл.

## Відновлення піратського командування
Коли Боннет повернувся на острів Топсейл він виявив, що Чорна Борода перевантажив на шлюп  «Adventure» з «Revenge» та іншого судна піратської ескадри більшу частину їхніх припасів, висадив на берег більшу частину їхнього колишнього екіпажу та відплив на «Adventure» у невідомому напрямку. Наприкінці червня або на початку липня 1718 року Боннет знову прийняв командування «Revenge» на себе. Мало хто з його первісної команди з Барбадосу все ще перебував на борту. Боннет посилив «Revenge», врятувавши кількох чоловіків, яких Чорна Борода висадив на піщаній косі на острові Топсейл.
Невдовзі після того, як Боннет відновив своє командування над «Revenge», екіпаж вантажного бота повідомив йому, що Чорна Борода пришвартований у затоці Окракок. Боннет негайно відплив, щоб напасти на свого підступного колишнього союзника, але не зміг його знайти, і Боннет більше ніколи не зустрічався з Чорною Бородою. Хоча Боннет, мабуть, ніколи не відкидав своїх надій дістатися до Сент-Томаса й отримати свій каперський лист, дві нагальні проблеми спокусили його повернутися до піратства. По-перше, Чорна Борода захопив їжу та припаси, необхідні йому та його людям для існування (один пірат засвідчив на суді, що на борту «Revenge» залишилося не більше десяти чи одинадцяти бочок). По-друге, Сент-Томас перебував у розпалі сезону атлантичних ураганів, який тривав до осені. Однак повернення до піратства означало скасування помилування Боннета.
Сподіваючись зберегти в силі отримане ним помилування, Боннет став діяти під псевдонімом «Капітан Томас» і змінив назву корабля з «Revenge» на «Royal James». Ім'я Royal James, яке Боннет дав своєму шлюпу, імовірно, було натяком на молодшого принца Джеймса Стюарта, і в такому разі можна припустити, що Боннет або його люди мали симпатії до якобітів. Один із в'язнів Боннета також повідомив, що бачив, як люди Боннета пили за здоров'я «Старого претендента» і бажали бачити його королем англійської нації.
Крім того, Боннет намагався замаскувати своє повернення до піратства, спочатку вдаючись до торгівлі з двома наступними суднами, які він пограбував. Незабаром після цього Боннет покинув маскуватись під торговця та повернувся до відкритого піратства. У липні 1718 року він вирушив на північ до затоки Делавер, пограбувавши ще одинадцять суден. Він узяв кількох полонених, деякі з яких приєдналися до його піратської команди. У той час як Боннет кидав більшість своїх призів після того, як пограбував їх, він зберіг контроль над двома останніми кораблями, які захопив - шлюпами «Francis» і «Fortune». 1 серпня 1718 року «Royal James» і два захоплені шлюпи відпливли на південь від затоки Делавер. Захоплені шлюпи відстали, і Боннет погрожував потопити їх, якщо вони не підійдуть ближче. Під час переходу Боннет і його команда розділили свою здобич на частки приблизно по 10 або 11 фунтів стерлінгів і розподілили їх між собою. Відомо, що це єдиний раз, коли Боннет практикував цей піратський звичай, і це свідчить про те, що він на той час відмовився від своєї неортодоксальної практики виплачувати своїй команді регулярну заробітну платню.
За дванадцять днів плавання до затоки Делавер, Боннет увійшов в естуарій річки Кейп-Фір і став на якір біля гирла невеликого потічка, відомого тепер як Боннет-Крік. «Royal James» почав сильно протікати і потребував кілювання. Незабаром після цього в річку зайшов невеликий човен, який був захоплений піратами і розібраний, щоб використати матеріали для ремонту «Royal James». До роботи по кілюванню були залучені в'язні, захоплені Боннетом. Боннет погрожував принаймні одній людині марунінгом (висадженням на ненаселеному острові), якщо він не працюватиме з рабами, щоб відремонтувати Royal James. Боннет залишався на річці Кейп-Фір протягом наступних 45 днів. За словами боцмана Боннета Ігнаціуса Пелла, пірати мали намір перечекати там сезон ураганів.

## Битва біля Кейп-Фір
Новина про те, що кораблі Боннета пришвартовані в річці Кейп-Фір дійшла до Чарлстона наприкінці серпня. Хоча річка Кейп-Фір знаходилась в юрисдикції Північної Кароліни, губернатор Південної Кароліни Роберт Джонсон доручив полковнику Вільяму Ретту напасти на піратів. Після фальстарту через появу поблизу Чарлстона іншого піратського корабля, 26 вересня Ретт прибув до гирла річки Кейп-Фір з двома восьмигарматними шлюпами «Henry» та «Sea Nymph» та ополченням у 130 осіб. Боннет спочатку прийняв ескадру Ретта за торговців і послав три каное, щоб захопити їх. Флагман Ретта «Henry» сів на мілину в гирлі річки, що дало змогу екіпажам каное Боннета наблизитися, розпізнати озброєні до зубів шлюпи з екіпажем і повернутися неушкодженими, щоб попередити Боннета. Сонце вже сіло, коли приплив дозволив «Henry» знятись з мілини.
На трьох шлюпах Боннета було 46 піратів. Вночі Боннет перевів усіх їх на борт «Royal James» і вирішив вийти в море зранку, щоб не ризикувати пробиратись вузькими протоками річки Кейп-Фір у темряві. Боннет також написав листа губернатору Джонсону, погрожуючи спалити всі кораблі в гавані Чарлстона. На світанку 27 вересня 1718 року Боннет направився на «Royal James» до кораблів Ретта, і всі три шлюпи відкрили вогонь, поклавши початок битві на річці Кейп-Фір. Два шлюпи Південної Кароліни розділилися, намагаючись оточити «Royal James». Боннет намагався уникнути пастки, підводячи «Royal James» близько до західного берега річки, але під час цього сів на мілину. Переслідувачі, що наблизились до Боннета також сіли на мілину, при цьому з двох шлюпів Ретта лише «Henry» міг обстрілювати «Royal James».
Наступні п'ять-шість годин бій був у глухому куті, усі учасники були знерухомлені. Люди Боннета мали перевагу в тому, що палуба їх корабля була нахилена в протилежний від супротивників бік, надаючи їм прикриття, тоді як палуба «Henry» була нахилена в бік піратів, таким чином наражаючи людей Ретта на обстріл мушкетними залпами. Екіпаж Боннета зазнав дванадцятьох втрат, при цьому убивши десятьох і поранивши чотирнадцять із 70 чоловік екіпажу Ретта. Більшість людей Боннета билися з ентузіазмом, змушуючи ворогів піднятися на абордаж і битися вручну, і зав'язуючи вузол на своєму прапорі як імітаційний сигнал піднятися на борт і надати допомогу. Сам Боннет патрулював палубу з вихопленим пістолетом, погрожуючи вбити будь-якого пірата, який захитається в бою. Тим не менш, деякі в'язні, що раніше були змушені приєднатися до піратської команди, відмовилися стріляти в людей Ретта, і один ледве уникнув смерті від рук Боннетв під час бою.
Остаточно битва була вирішена, коли наростаючий приплив дозволи шлюпам Ретта знятись з мілини, тоді як «Royal James» продовжував залишатись знерухомленим. Боннет залишився безпорадним, спостерігаючи, як ворожі кораблі ремонтують свій такелаж і наближаються, щоб взяти на абордаж його нерухоме судно. Маючи перевагу в чисельності екіпажу майже три проти одного, Ретт сподівався виграти абордажний бій. Боннет наказав своєму стрільцю Джорджу Россу підірвати пороховий склад «Royal James», і Росс мабуть, спробував це зробити, але його скасували інші члени екіпажу, які вирішили здатись. Ретт заарештував піратів і 3 жовтня доставив своїх в'язнів до Чарлстона.

## Втеча, повторний полон і страта

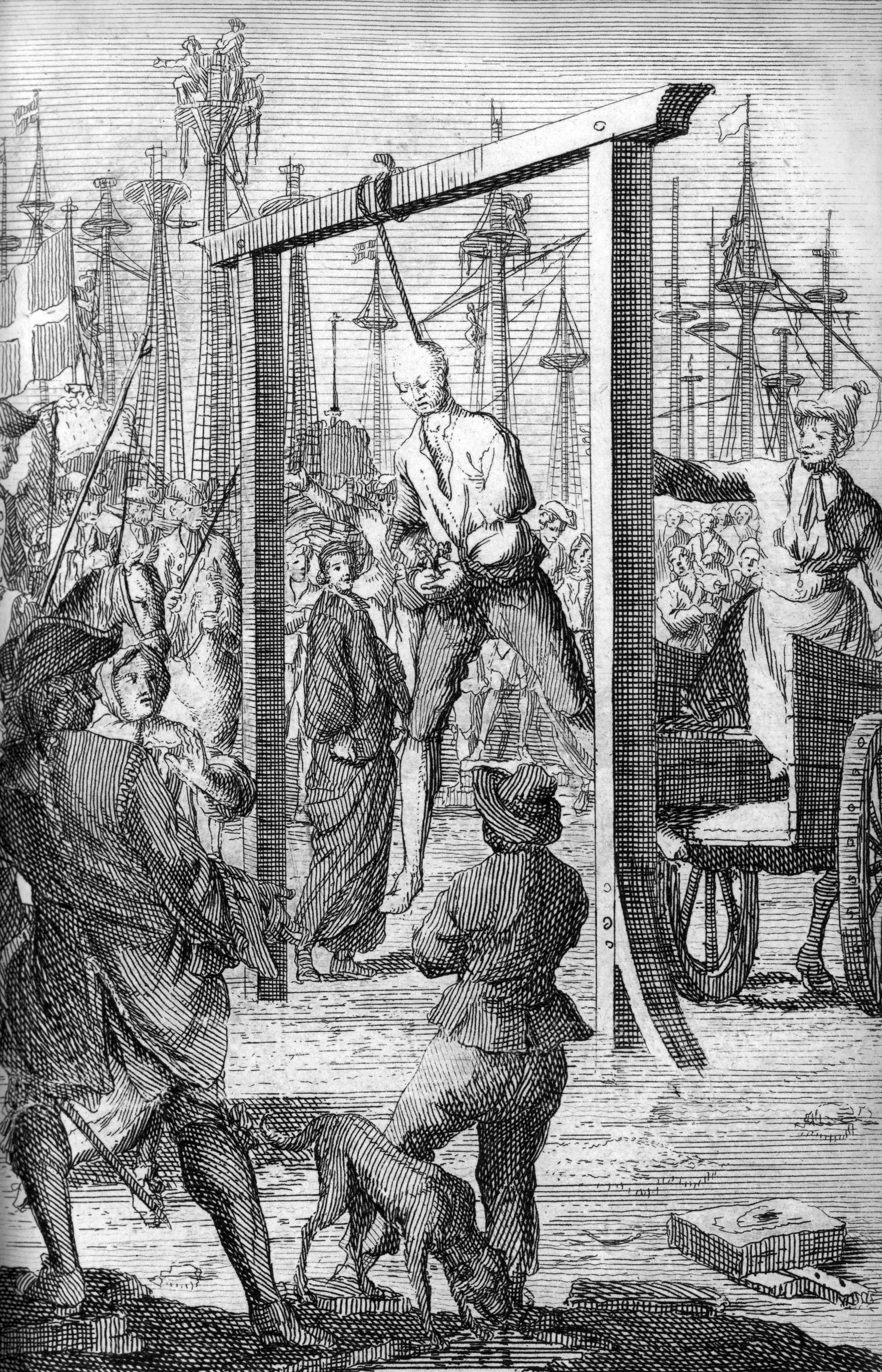
Повішення Стіда Боннета в Чарльстоні, 10 Грудень 1718 року

У Чарлстоні Боннет був відокремлений від основної частини його екіпажу і три тижні утримувався разом з його боцманом Ігнатіусом Пеллом і його рульовим Девідом Геріоттом у будинку міського маршала Натаніеля Партріджа. Пірата Едварда Робінсона, стрілка з Ньюкасла-апон-Тайн, і решту екіпажу утримували за межами Чарльз-Тауна у Watch House, у Вайт-Пойнті. 24 жовтня Боннет і Герріотт втекли, ймовірно, увійшовши в змову з місцевим торговцем Річардом Тукерманом. Губернатор Джонсон негайно оголосив про винагороду в 700 фунтів стерлінгів за голову Боннета та направив пошукові групи, щоб вистежити його. Боннет і Герріотт у супроводі раба та індіанця знайшли човен і попрямували до північного берега гавані Чарлстона, але дуже сильний вітер і відсутність припасів змусили їх вирушити на острів Саллівана. Дізнавшись про це, губернатор Джонсон послав на острів Саллівана полювати на Боннета загін під командуванням Ретта . Після тривалих пошуків загін виявив Боннетта і відкрив вогонь, убивши Геріотта та поранивши раба та індіанця. Боннет здався і був повернутий до Чарльз-Тауна. Під час очікування суду в місті відбулося якесь громадянське заворушення на його підтримку, подію, яку пізніше описали влада, ледь не призвело до підпалу міста та повалення уряду. Ймовірно, Боннет чекав на свою страту в Корт-оф-Гард, гауптвахті міліції в місті, де сьогодні розташовані Біржа і Провост.
10 листопада 1718 року Боннет постав перед судом сера Ніколаса Тротта, який засідав як суддя віце-адміралтейства. Тротт уже судив команду Боннет й засудив більшість із них до повішення. Боннета було офіційно звинувачено лише у двох актах піратства, проти «Francis» та «Fortune», чиї капітани були присутні, щоб особисто свідчити проти Боннета. Іґнаціус Пелл перевернув свідчення Кінга на суді над командою Боннета і свідчив, дещо неохоче, проти Боннета. Боннет не визнав себе винним і вів власний захист без допомоги адвоката, безрезультатно перехресно допитуючи свідків звинувачення і викликавши свідка на свою користь. Врешті присяжні винесли обвинувальний вердикт. Через два дні, прочитавши засудженому сувору лекцію про порушення ним християнських обов'язків, Тротт засудив Боннета до страти.
Очікуючи на свою страту, Боннет написав губернатору Джонсону, принизливо благаючи про помилування та обіцяючи відрізати собі руки та ноги як запевнення, що він ніколи більше не буде займатися піратством. Чарльз Джонсон писав, що розхитаний розумовий стан Боннета, викликав співчуття у багатьох жителів Кароліни пожаліти, особливо у жіночої половини, а лондонські газети пізніше повідомили, що губернатор сім разів відкладав його страту. Зрештою Боннет був повішений у Вайт-Пойнт-Гарден, у Чарльз-Тауні, 10 грудня 1718 року.

## Спадщина

### Авторитет Боннета
Справжній ступінь повноважень, які будь-який піратський капітан мав над своєю командою, є невизначеним, оскільки він не мав доступу до процедур і санкцій закону про адміралтейство, які підтримували урядових капітанів. Багато піратських капітанів обиралися своїми екіпажами і могли бути скинуті в такий же спосіб. Через своє незнання морської справи Боннет перебував у ще більш слабшому становищі, ніж інші капітани піратів, що було продемонстроване повним домінуванням Чорної Бороди над ним під час їхньої співпраці. На початку кар'єри Боннета його команда, схоже, була не дуже лояльною до нього і віддавала перевагу Чорній Бороді, як більш харизматичному та досвідченому.
На суді Боннет применшив власну владу над своєю піратською командою. Він заявив суду, що його команда займалася піратством проти його волі, і сказав, що попередив їх, що покине екіпаж, якщо вони не перестануть грабувати судна. Крім того, він заявив, що спав під час захоплення шлюпа «Francis». Суд не задовольнив ці протести. Боцман Ігнатіус Пелл засвідчив, що квартирмейстер Боннета, Роберт Такер, мав більше влади, ніж Боннет. Впливовий квартирмейстер, здається, був загальною рисою піратських екіпажів того часу.
Тим не менш, екіпаж Боннета представляв його лідером, і цілком імовірно, що після порятунку членів екіпажу Чорної Бороди, що залишилися без берега, він став принаймні рівноправним командиром на борту «Royal James». Схоже, йому довірили скарби компанії, і він приймав більшість важливих командних рішень, таких як напрямок корабля та які судна атакувати. Найголовніше те, що в затоці Делавер він наказав відшмагати двох членів своєї команди за порушення дисципліни. Пірати нелегко підкорялися бичуванням, оскільки вони обурювалися частим використанням цього покарання у військово-морських і торговельних службах, з яких більшість з них походили, і, таким чином, лише ватажок, який тримав в покорі свою команду, міг успішно накладати на членів команди таке покарання.

### Піратський прапор Боннета
Прапор Боннета традиційно представляють у вигляді білого черепа над горизонтальною довгою кісткою між серцем і кинджалом, все на чорному полі. Незважаючи на часту появу цього прапора в сучасній піратській літературі, жодне відоме тогочасне джерело не описує жодного такого прапора, а тим більше не приписує його Боннету. Ця версія прапора Боннета, ймовірно,є одним із кількох піратських прапорів, які з'являються на недатованому рукописі невідомого походження в Британському національному морському музеї, подарованому доктором Філіпом Госсем у 1939 році. Екіпаж Боннетта його сучасники зазвичай називали «кривавим прапором», що, ймовірно, означає темно-червоний прапор. Існує також повідомлення з Бостонського новинного листа 1718 року про те, як Боннет майорить із прапором із головою смерті під час погоні за «Protestant Caesar», без жодної згадки про колір чи будь-яку довгу кістку, серце чи кинджал.

### Ходьба по дошці
Вважається, що Боннет був одним із небагатьох піратів, які змушували своїх в'язнів ходити по дошці. Жодне тогочасне джерело не згадує про те, як Боннет змушував в'язнів ходити по дошці, і сучасні вчені, такі як Маркус Редікер, професор історії Піттсбурзького університету, загалом погоджуються, що вся концепція піратів, які змушують в'язнів ходити по дошці, належить до пізнішого періоду, ніж час Боннета.

### У популярній культурі

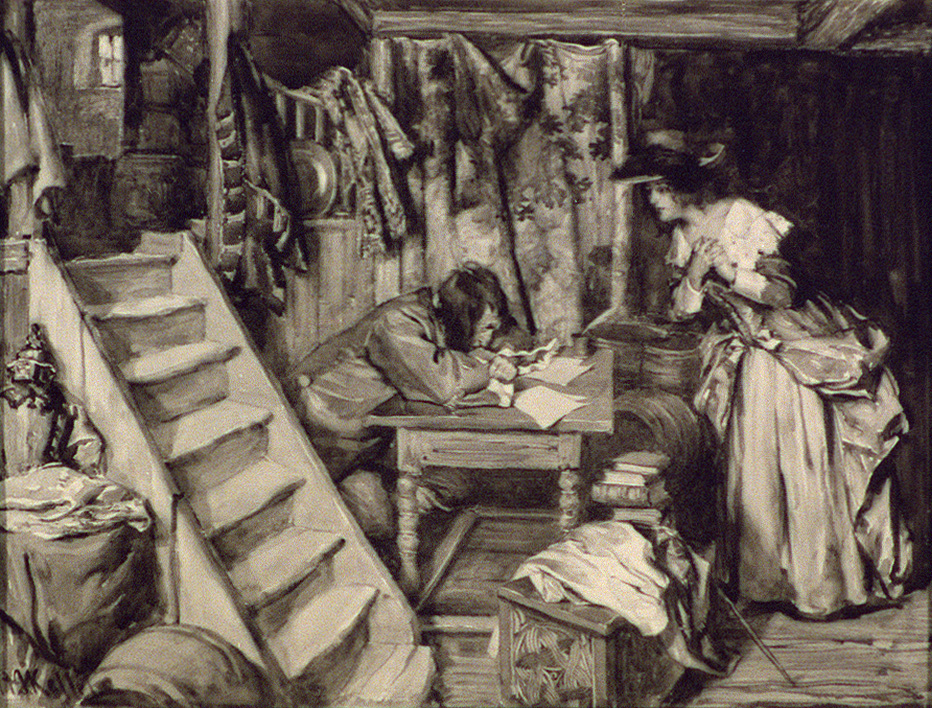
Боннетта його вигадана донька Кейт (Артур Ігнатіус Келлер, 1902)

Боннет кілька разів зображувався в літературних творах. Його життя описав Марсель Швоб у своїй книзі «Уявні життя». Боннет разом з іншими відомими персонажами-піратами, зокрема Чорною Бородою, є одним з головних персонажей романа Тіма Пауерса «На дивних берегах». У цьому романі Боннет починає займатися піратством після того, як його підставив Чорна Борода, який використав ненависть Боннета до його дружини (у романі одружений лише два роки) проти нього. Автор XIX століття Френк Стоктон в свойому сатиричному романі «Кейт Боннет: Роман дочки пірата» описав пригоди вигаданої доньки Боннета на ім'я Кейт. Боннет також є персонажем відеоігр, зокрема Sid Meier's Pirates! і Assassin's Creed IV: Black Flag. У фільмі 1941 року «Диявол і Деніел Вебстер» Диявол закликає Боннета приєднатися до журі проклятих, оголошуючи Боннета та його товариша-моряка Флойда Айресона «диявольськими різниками».
Меморіальна дошка на честь Боннета встановлена біля потічка Боннетс-Крік у Саутпорті, штат Північна Кароліна, на річці Кейп-Фір. Компанія Yacht Basin Provision Company проводить щорічну регату Stede Bonnet поблизу Саутпорту, вшановуючи сумнозвісний піратський порив до океану.
5 травня 2017 року радіопрограма This American Life випустила репортаж про піратів. У пролозі ведуча Айра Гласс поговорила з продюсером Елною Бейкер про життя Стіда Боннета. У подкасті «Справжні пірати» розповідається про Боннета та Чорну Бороду в п'яти епізодах, у яких виступають біограф Стіда Боннета Джеремі Р. Мосс та історики та автори піратів доктор Ребекка Саймон, Колін Вудард і Ерік Джей Долан. 
У комедійному телесеріалі «Наш прапор означає смерть», створеному Девідом Дженкінсом, зіграли Ріс Дарбі в ролі Стіда Боннета та Тайка Вайтіті в ролі Чорної Бороди. Дженкінс зображує романтичні стосунки між ними.
11 квітня 2022 року Theatre Three of Dallas в Техасі, представив світову прем'єру музичної комедії Stede Bonnet: A F*cking Pirate Musical. Ніколь Нілі задумала та написала книгу п'єси; Клінт Гілберт написав музику та слова; Режисером та хореографом виступила Даніель Георгіу; а Денні Анчондо молодший став режисером музики.